# Abel (Gelehrtenfamilie)
Abel ist der Name einer bekannten deutschen Seidenhändler-, Literaten- und Gelehrtenfamilie, die seit Beginn des 16. Jahrhunderts bezeugt ist. Verschiedene Zweige bestehen bis heute. Weitläufige Anerkennung erlangte sie vor allem durch den Humanisten und Lyriker Michael Abel, durch den Historiker und plattdeutschen Dichter Caspar Abel sowie die vielfältigen Verbindungen zu weiteren Dichterfamilien. 

## Geschichte

### Anfänge im 16. und 17. Jahrhundert
Erster namentlich bekannter Stammvater der Familie ist Caspar Abel der Ältere, ein Seidenkrämer in Frankfurt an der Oder und Stendal. Allerdings beschreibt sein Sohn Michael Abel (1542–1609) auch weitere Vorfahren in einer seiner lateinischen Elegien: 

„Ipse pater, lustris decies ac pluribus actis, Alcoraniculus miles in agmen ijt. Grandis erat, nivibusque comas infectus ab aevo, (Aula senescentem Regia novit) avus: Integer et nullis vitiatus membra podagris, Cum sacra Wolffgangi viseret ossa pedes. Ossa iugis adeunda feris et vertice duro, Norica qua salsus terminat arva liquor. Maternis profitetur idem non degener ortus Sanguis, ad extremos si repetatur avos.“

Danach habe sein Vater, mehr als 50 Jahre alt, als Soldat an einem  Feldzug gegen die Türken teilgenommen, während sein am königlichen Hofe wohlbekannter Großvater noch mit schneeweißen Haaren zu Fuß über das Gebirge eine Wallfahrt zu den Gebeinen des St. Wolfgangs unternommen habe. Auch das mütterliche Geblüt schlage nicht aus der Art. Da St. Wolfgang in Pupping, westlich von Linz, begraben liegt, kann der Weg über das Gebirge wohl nur von Böhmen angetreten worden sein, was die Herkunft der Familie von dort denkbar machen würde. 
Da Michael Abel unverheiratet blieb, wurde die Familie nur durch seinen jüngeren Bruder Jakob (1559–1636) fortgesetzt, welcher das Seidenkrämergeschäft der Familie fortführte. So ist sein Sohn Joachim der Ältere (1608–1686) als Ältermann der Seidenkrämergilde in Stendal bezeugt, und auch sein Enkel Joachim der Jüngere (1642–1710), Pfarrer in Hindenburg, heiratet noch eine Nachkommin einer alten braunschweigischen Seidenhändlerfamilie. Gleichzeitig rühmte sich die Familie ihrer frühen Bindung an die Theologie Luthers durch Nicolaus Abel, einen weiteren Sohn Caspar Abels des Älteren. So dichtet etwa Caspar Abel der Jüngere in einem Gedächtniscarmen auf seinen Vater:
 Anfänglich stammst du nun, damit ich dein Geschlecht

 Nicht etwan übergeh, du frommer Knecht

 Aus einer guten Stad

 Von ungescholtnen Leuten

 Und ächter Abkunfft her, aus welcher schon vorzeiten

 Und kurtz nach Luthers Tod, ein Prediger gewest

 Der seinen Namen noch in Schriften hinterläßt.
Leider ist eine Abelsche Hauschronik während der russischen Einquartierung in Sondershausen 1945 verloren gegangen, sodass die frühesten Genealogien hauptsächlich Sekundärquellen entnommen werden müssen.

### 18. Jahrhundert
Infolge des sich vergrößernden Reichtums der Familie studierten zunehmend mehr Söhne der Familie, sodass das Kaufmannsgeschäft an Bedeutung verlor. Große Bekanntheit erlangte die Familie durch den Historiker und Dichter Caspar Abel den Jüngeren (1676–1763). Um ihn für seine literarische Tätigkeit zu entlasten,  wurde ihm 1748 Johann Gottfried Bürger, Vater des Dichters Gottfried August Bürger als Adjungkt in seiner Pfarrstelle beigeordnet. In der Heiratspolitik ergeben sich nun vielfältige Verbindungen zu bekannten Dichtern der damaligen Zeit. So heirateten drei Enkelinnen Caspar Abels die Dichter Klamer Schmidt, August Lafontaine und Stephan Kunze, teilweise in Vermittlung durch Johann Wilhelm Ludwig Gleim. Sein jüngster Sohn Joachim Gottwalt Abel war ebenfalls als Historiker und Theologe tätig und heiratete eine Nichte des Dichters Drymantes, während sein ältester Sohn in der Medizin Bekanntheit erlangte, dem Literaturkreis um Vater Gleim angehörte und Satiren des Juvenal ins Deutsche übersetzte.

## Bedeutende Familienmitglieder
- Michael Abel (1542–1609), Humanist und Lyriker
- Caspar Abel (1676–1763), Historiker und plattdeutscher Dichter
- Friedrich Gottfried Abel (1714–1794), Arzt, Gelehrter und Dichter
- Christian Leberecht Abel (1719–1776), Theologe
- Joachim Gottwalt Abel (1723–1806), Historiker und Theologe
- Johann Gotthelf Leberecht Abel (1749–1822), Arzt und Kunstsammler
- Sophie Elisabeth Charlotte Abel (1750–1822), Ehefrau des Dichters August Lafontaine
- Louise Magdalena Justina Abel (1754–1832), Ehefrau des Dichters Klamer Schmidt
- Christina Charlotte Abel (1769–1841), Ehefrau des Schriftstellers Stephan Kunze